# Maria Antonietta Sisini
Maria Antonietta Sisini (Sorso, 26 maggio 1950) è una musicista, produttrice discografica e scrittrice italiana.
È nota per essere stata per 36 anni la produttrice e principale collaboratrice artistica, oltre che compagna nella vita, di Giuni Russo.

## Biografia
Figlia di musicisti, diviene famosa in vari locali di Milano e della Sardegna per la sua bravura nel suonare la chitarra, sotto lo pseudonimo di Shiver.
Ha incontrato Giuni Russo nel 1969, in un locale milanese, dove entrambe si esibivano in prestazioni diverse, Giuni cantando e Maria Antonietta suonando la chitarra. Mesi dopo, sempre nel 1969, avrebbero quindi deciso entrambe di stabilirsi definitivamente a Milano.
Da sempre si è occupata della produzione in generale di Giuni Russo, oltre che essere coautrice con Giuni di molti suoi brani, quali Una vipera sarò, Mediterranea, Limonata Cha Cha Cha, Alghero, Adrenalina, La sua figura, La sposa, Morirò d'amore.
Dopo la morte di Giuni Russo, si è occupata della valorizzazione della sua figura e della sua produzione artistica, attraverso l'Associazione "Giuni Russo Arte", oltre che alla produzione di uscite discografiche postume.